# John Lovelace (2e baron Lovelace)
John Lovelace, 2e baron Lovelace (février 1616 - 25 novembre 1670) est un pair britannique et un serviteur royal.

## Biographie
Il est né à Hurley, Berkshire, fils de Richard Lovelace (1er baron Lovelace) et de son épouse, Margaret, fille du marchand londonien William Dodworth, et fait ses études à Christ Church, Oxford. Il vit à Ladye Place à Hurley dont il hérite à la mort de son père.
Il est un ardent royaliste et est emprisonné par les parlementaires dans la tour de Londres et doit payer une lourde amende. Après la restauration de la monarchie, il est nommé Lord Lieutenant du Berkshire du 28 août 1660 au 25 septembre 1670. En 1670, il est nommé intendant de l'ancien palais royal de Woodstock et meurt dans la porterie du palais le 25 septembre 1670. Il est enterré le 1er octobre 1670  dans l'ancienne église prieurale de Hurley .
Après sa mort,son fils John Lovelace (3e baron Lovelace) lui succède. Sa femme Anne, fille de Thomas Wentworth (1er comte de Cleveland), succède à sa nièce en tant que 7e baronne Wentworth, qui après sa mort passe à leur petite-fille Martha Johnson.